# Companyia de Mercaders de Londres
La Societat de Mercaders de Londres (Company of London Merchants) fou una companyia de comerç anglès, que va existir des de la fi de 1651 fins a 31 de març 1663. Durant aquest temps, l'empresa va tenir el privilegi monopolista d'Estat per al comerç anglès a la costa de l'Àfrica Occidental amb un àmbit d'aplicació, a diferència de la seva antecessora, limitat ara només al tram de costa entre Sierra Leone i Kormantin a la Costa d'Or.

## Fundació
La Societat de Mercaders de Londres va emergir com a substitut de la Company of Merchants Trading to Guinea (Companyia de Mercaders Comerciant a Guinea), que havia funcionat des de 1631 amb privilegis de monopoli real del comerç anglès a l'Àfrica Occidental. Arran dels disturbis polítics a Anglaterra a la fi dels anys 1630 resultants en l'esclat de la Guerra Civil Anglesa el 1642, va veure com l'iniciador anterior i l'actor principal de la Companyia, Nicholas Crispi, després de la seva expulsió del Parlament anglès, que es va dur a terme a causa de les seves simpaties monàrquiques i per comportament monopolista, fou obligat a fugir al costat del rei Carles I d'Anglaterra. Sota la protecció militar d'un esquadró reial, la companyia va poder seguir comerciant a l'Àfrica Occidental, malgrat la resistència massiva d'un parlament hostil. Crispi va agrair al rei el seu favor, i li va donar una assistència financera substancial. Finalment, quan Carles I va ser executat el 31 de gener de 1649 es va sotmetre al Parlament, entre altres coses, la qüestió de la continuació del comerç d'Àfrica Occidental.
En relació amb diverses denúncies d'abús pel que fa a la patent monopolística, que tenien com a objectiu, entre d'altres, els ex membres de la companyia, i fer a la cort responsable després d'un examen exhaustiu de la situació jurídica, l'assumpte es va portar a la Comissió de Comerç del Parlament per a un examen més detallat i la presa en conjunt amb una avaluació sobre la continuïtat del comerç d'Àfrica, el que va succeir en particular pel que fa a una imminent guerra amb la República de les Set Províncies Unides. L'any 1651, el Comitè de Comerç va presentar el seu informe i va recomanar en conclusió que, tot i les moltes dificultats en el comerç d'Àfrica, el monopoli real havia de ser mantingut. Llavors es va confirmar pel Parlament, el monopoli de la Companyia durant altres 14 anys, però sota un altre nom: Companyia de Mercaders de Londres.
En aquesta conversió, els líders anteriors de l'antiga empresa, com John Wood, Maurici Thompson, Rawland Wilson i Thomas Walter foren confirmats en la nova empresa en les seves posicions anteriors. Poc després un membre de la companyia enemistat amb aquesta i separat de la direcció, el contrabandista anglès Samuel Vasallo (contra el qual la Companyia va dur a terme un judici el 1651) va passar a ser soci de l'empresa, així com Thomas Chamberlain i John Frederick. Sir Nicholas Crispi va ser de fet exclòs de la companyia, principalment a causa de les seves anteriors despeses, molt considerables per a la Companyia que teòricament dirigia. No obstant això, cal subratllar que els destinataris de les patents originals de 1631 havien renunciat a tots els seus interessos en favor de John Wood i els seus socis.
L'empresa de nova creació es va unir amb l'objectiu declarat de reactivar el comerç anglès a l'Àfrica, regular les relacions amb els neerlandesos i posar-les en un pla no-militar i recercar or per aconseguir el que es va comprometre: en tres anys proporcionar un nivell d'almenys 10.000 £ per a Anglaterra.
El comerç d'esclaus va ser esmentat en els documents de fundació amb una sola paraula, i això deliberadament, ja que a l'antiga Anglaterra puritana aquest tràfic era extremadament impopular.

## Primera guerra naval anglo-neerlandesa i la Costa d'Or
En 1650 el Parlament britànic va aprovar la famosa Llei de Navegació, que va ser modificada de nou el 9 d'octubre de 1651. En resposta va esclatar la primera Guerra Anglo-neerlandesa.
Encara que anglesos i neerlandesos van estar enfrontats directament a la Costa d'Or, a Europa la situació era tranquil·la gràcies a un acord memorable que va ser pres el 6 de gener de 1653 entre el governant anglès, George Middleton, i el director general neerlandès, Jacob Ruijghaver. En aquest acord es va prometre de banda i banda, que cap dels dos atacaria a l'altre llevat que això fos una instrucció explícita del seu govern. En cas d'una ordre d'atac, cada costat disposaria d'un termini de deu dies per preparar-se pel combat. En el cas de l'absència de directives d'Europa deixava en mans de les dues parts el permetre el lliure comerç a la costa de Guinea.
Els governants locals nadius a la Costa d'Or van tractar de prendre avantatge de la situació de guerra a Europa; era relativament fàcil i barat adquirir armes de foc europees en la seguretat que arribarien els combats, amb nadius aliats a un o altre dels bàndols. Així va ser l'octubre 1652 per una gran reunió conjunta de tots els reis i caps d' "Accania" o Accània (País Akan), a la qual van assistir també els enviats dels neerlandesos i els seus aliats. Es diu que el rei de Fetu havia aparegut en la reunió amb al voltant de 300 a 400 homes, tots els quals estaven equipats amb mosquets europeus. També alguns comerciants "Akany" de l'interior del país van comprar a principis de 1653 als neerlandesos d'Elmina grans quantitats de pólvora en preparació per a la guerra amb els fantis que eren considerats aliats dels anglesos. Alhora també "comerciants Akany" es van presentar a les ciutats costaneres com Annamaboe, Adja i Kormantin a Etsi per demanar suport personal en la guerra contra els fanti, així com per comprar mosquets i pólvora. Etsi havia rebut prèviament armes de foc europees amb tota probabilitat dels britànics.
La primera Guerra Anglo-Neerlandesa va acabar amb la Pau de Westminster el 15 d'abril de 1654.

## Contracte d'arrendament
A causa de les dificultats financeres, el 1657 la Companyia de Mercaders de Londres va arrendar tots els seus drets comercials i de propietat a l'Àfrica Occidental per al període restant de vigència del monopoli de patents a la Companyia Anglesa de les Índies Orientals (East India Company).

## La restauració de la monarquia a Anglaterra
Fins i tot després de l'execució del rei Carles I el 1649, Nicholas Crispi, malgrat tot el saqueig, la confiscació i l'assetjament patides com a realista ardent, havia restat a Anglaterra i així no és estrany la seva cooperació en la reintroducció de la monarquia a Anglaterra. Crispi va ser un dels co-signants de la Declaració de Realistes de Londres en suport al general George Monck el 24 d'abril de 1660; va ser també membre de la delegació parlamentària que va viatjar a Breda a l'abril de 1660 per trobar a l'antic príncep Carles i convidar-lo a tornar a Anglaterra sota la garantia d'una restauració de la monarquia. Crispi esperava que això, en particular, li suposaria una nova entrada al seu antic negoci a l'Àfrica, o si no, llavors almenys seria capaç d'obtenir alguna compensació per les seves pèrdues anteriors.

## Dos monopolis, un al costat de l'altre
No obstant això, el suggeriment de Crispi fou rebutjat pel fet que la Companyia de Mercaders de Londres tenia el monopoli pel comerç a l'Àfrica occidental fins a l'expiració al desembre de 1664. Crispi va ser reintegrat el 1660 reintegrat en el seu lloc com a director de la Companyia de Mercaders de Londres però, com a tal, es va reconèixer oficialment només com un propietari.
La situació també es va complicar encara quan Carles II, nou rei d'Anglaterra, el 18 de desembre de 1660 va decretar que la patent monopolista de 1631 en arribar a la seva expiració (1664) no havia de ser renovada i que al mateix temps, una nova patent de monopoli seria donada a una empresa recentment fundada, la Companyia Reial d'Aventurers a l'Àfrica. Aquesta última havia estat especialment creada a instàncies del seu germà James o Jaume duc de York i alguns dels seus amics per tal d'explotar el comerç d'or d'Àfrica occidental.
No obstant això, la nova patent tenia un efecte legal molt limitat, ja que la vella patent encara no havia expirat. Per evitar conflictes greus, com tard o d'hora havien de sorgir a partir de l'anomalia de dos concessionàries operant en els mateixos monopolis i àrea de concessió, es van posar d'acord sobre el compromís que l'empresa recentment fundada inicialment limitaria les seves activitats a la regió de l'estuari del riu Gàmbia. Fins a l'any 1662 en què es van dur a terme negociacions entre la Companyia Reial d'Aventurers a l'Àfrica i l'East Índia Company; el resultat de les negociacions va ser que l'East Índia Company va cedir tots els seus drets sobre el comerç d'Àfrica Occidental el 25 de març de 1663.

## Situació a la Costa d'Or
El que es refereix, la Costa d'Or, l'expulsió dels neerlandesos de Carolusburg a la fi 1659 o al principi de 1660, va tenir resposta en un bloqueig naval neerlandès de tota la Costa d'Or entre Kommendah i Kormantin, establert amb efectes molt impactants per a disgust dels britànics. Diversos dels seus vaixells van ser segrestats pels neerlandesos o expulsats de la costa. En el període 1661-1662 van ser capturats davant de la Costa d'Or pels neerlandesos sis vaixells anglesos. Això va portar als directius de l'empresa recentment fundada (Companyia Reial d'Aventurers a l'Àfrica) davant el rei per buscar ajuda i protecció per al seu comerç, i a continuació, una esquadra sota el comandament de l'almirall Holmes amb les instruccions corresponents fou enviada a la costa de Guinea.

## Un nou començament
El gener de 1663, finalment, la patent de monopoli reial de la vella societat emesa en el marc d'una reorganització i reestructuració de l'empresa acabada de formar, la Companyia Reial d'Aventurers a l'Àfrica fou transferida a aquesta com una nova patent. Tot i que la Companyia de Mercaders de Londres va continuar existint oficialment, l'East Índia Company va arrendar els seus drets a la nova companyia i després de la transferència de la patent, el 25 de març de 1663 a la Companyia Reial d'Aventurers a l'Àfrica aquesta la va transferir a la nova societat. La Societat de Mercaders de Londres va deixar així a existir.
Malgrat els revessos personal i les grans decepcions durant i després de la guerra civil, Nicholas Crispi va servir com a iniciador i pioner del comerç britànic a la Costa d'Or, però encara tenia suficient energia per un nou començament i per reduir les seves pèrdues recents per una reentrada al comerç d'Àfrica Occidental. Així que no és d'estranyar que va subscriure accions de la nova companyia en la quantitat de 2.000 £. Aviat Crispi es va veure de nou a la direcció de la Societat, encara que no en la forma d'una figura dominant.

## Caps de la Companyia
- 1651 - 1654 George Middleton
- 1654 – 1655 John Hulwood
- 1655 – 1657 Lancelot Stavely

### Agents de la East India Company (arrendatària)
- 1657 - 1658 Lancelot Stavely
- 1658 – 1659 James Congett
- 1659 – 1661 Chappell
- 1661 – 1662 Edmund Young
- 1662 - 1663 John Puliston
- 1663 – 1663 Thomas Davies
- 1663 – 1663 Stephen Mitchell (Superintendent i Cap Director)